# راتي أجنيهورتي
راتي أجنيهورتي هي عارضة وممثلة هندية، ولدت في 10 ديسمبر 1960 بمومباي في الهند.

## أعمال

### أفلام
- (2009) الحظ
- (2015) سينغ إز بلينغ

## وصلات خارجية
- راتي أجنيهورتي على موقع IMDb (الإنجليزية)
- راتي أجنيهورتي على موقع ألو سيني (الفرنسية)
- راتي أجنيهورتي على موقع أول موفي (الإنجليزية)
- راتي أجنيهورتي على موقع قاعدة بيانات الفيلم (الإنجليزية)
- راتي أجنيهورتي على موقع كينوبويسك (الروسية)